# Dettwiller
Dettwiller es una localidad y comuna francesa, situada en el departamento del Bajo Rin en la región de Alsacia.
- Datos: Q22813
- Multimedia: Dettwiller / Q22813

1. ↑  Worldpostalcodes.org, código postal n.º 67490.
2. ↑  INSEE, Datos de población para el año 2012 de Dettwiller (en francés).